# 希斯肯早熟禾
希斯肯早熟禾（学名：Poa schischkinii）为禾本科早熟禾属下的一个种。